# Meiosimyza conjugata
Meiosimyza conjugata är en tvåvingeart som först beskrevs av Becker 1895.  Meiosimyza conjugata ingår i släktet Meiosimyza och familjen lövflugor. Inga underarter finns listade i Catalogue of Life.